# Moeman
Adam Mouhajir (14 oktober 1993), bekend onder de artiestennaam Moeman, is een Nederlands rapper en acteur. Hij is voornamelijk bekend door zijn samenwerking met Josylvio.

## Carrière
Sinds 2017 brengt Mouhajir nummers uit onder de artiestennaam Moeman. Zijn eerste hitnotering behaalde hij met het nummer Op je hoede dat hij in maart 2018 in samenwerking met Josylvio en Hef uitbracht. Het behaalde de vierde plek in de Nederlandse Single Top 100. In de jaren die volgden bracht Moeman meerdere nummers uit en werkte hij samen met artiesten zoals Ashafar en Adje.
In november 2018 bracht Moeman in samenwerking met Josylvio en KA het album Hella Cash Gang Vol. 1 uit, dat de tweede plek in de Nederlandse Album Top 100 behaalde. In maart 2020 kwam er een vervolg op dit album onder de naam Hella Cash Gang Vol. 2.
In februari 2021 maakte Moeman zijn acteerdebuut als het personage Cinqo in de misdaadserie Mocro Maffia, hij vertolkte deze rol tot en met februari 2022. Tevens hernam hij deze rol in de film Mocro Maffia: Meltem.

## Discografie

### Albums
| Album                                            | Verschijnen     | Label      | Hitlijsten | Hitlijsten | Hitlijsten | Hitlijsten | Opmerkingen                     |
| Album                                            | Verschijnen     | Label      | BE (VL)    | BE (VL)    | NL         | NL         | Opmerkingen                     |
| Album                                            | Verschijnen     | Label      | Piek       | Weken      | Piek       | Weken      | Opmerkingen                     |
| ------------------------------------------------ | --------------- | ---------- | ---------- | ---------- | ---------- | ---------- | ------------------------------- |
| Hella cash gang vol. 1 (met Josylvio en KA)      | 2 november 2018 | Hella Cash | 24         | 6          | 2          | 29         | Studioalbum / Goud in Nederland |
| Hella cash gang vol. 2 (met Josylvio en Ashafar) | 13 maart 2020   | Hella Cash | 19         | 7          | 3          | 8          | Studioalbum                     |

### Nummers met een notering in een hitlijst
| Lied                                                          | Verschijnen       | Album                     | Hitlijsten | Hitlijsten | Hitlijsten  | Hitlijsten  | Hitlijsten   | Hitlijsten   | Opmerkingen          |
| Lied                                                          | Verschijnen       | Album                     | BE (VL)    | BE (VL)    | NL (Top 40) | NL (Top 40) | NL (Top 100) | NL (Top 100) | Opmerkingen          |
| Lied                                                          | Verschijnen       | Album                     | Piek       | Weken      | Piek        | Weken       | Piek         | Weken        | Opmerkingen          |
| ------------------------------------------------------------- | ----------------- | ------------------------- | ---------- | ---------- | ----------- | ----------- | ------------ | ------------ | -------------------- |
| Op je hoede (met Josylvio en Hef)                             | 30 maart 2018     | Hella cash (van Josylvio) | tip        | —          | —           | —           | 4            | 13           | Platina in Nederland |
| Intro (met Josylvio)                                          | 28 september 2018 | Hella cash gang vol. 1    | tip        | —          | —           | —           | 11           | 4            |                      |
| Voorbij (met Josylvio)                                        | 19 oktober 2018   | Hella cash gang vol. 1    | tip        | —          | tip2        | —           | 6            | 14           | Platina in Nederland |
| Streets (met Josylvio, Hef, Adje, JoeyAK, Ashafar en LaFunky) | 2 november 2018   | Hella cash gang vol. 1    | —          | —          | —           | —           | 28           | 2            |                      |
| On lock (met Josylvio)                                        | 2 november 2018   | Hella cash gang vol. 1    | —          | —          | —           | —           | 77           | 1            |                      |
| Geswitched (met Josylvio)                                     | 2 november 2018   | Hella cash gang vol. 1    | —          | —          | —           | —           | 85           | 1            |                      |
| Bentley's & Rovers (met KA)                                   | 7 februari 2020   | Hella cash gang vol. 2    | —          | —          | —           | —           | 89           | 1            |                      |
| Mama bid (met Josylvio, Ashafar en KA)                        | 28 februari 2020  | Hella cash gang vol. 2    | tip        | —          | —           | —           | 38           | 3            |                      |
| Guala (met Josylvio, Ashafar en KA)                           | 12 maart 2020     | Hella cash gang vol. 2    | —          | —          | —           | —           | 74           | 1            |                      |
| Pesos (met KA en Josylvio)                                    | 3 maart 2023      | —                         | —          | —          | —           | —           | 75           | 1            |                      |
| PK's (met Josylvio, Bokke8, Philly en KA)                     | 3 november 2023   | —                         | —          | —          | tip19       | —           | 18           | 2            |                      |